# It’s a Laugh Productions
It’s a Laugh Productions – amerykańska spółka produkująca sitcomy, które emitowane są na Disney Channel i Disney XD, powstała w 2003 roku przez Dona Minka i Amy Rabins.
Wszystkie seriale produkowane są w studiu Hollywood Center, z wyjątkiem serialu Hannah Montana, który filmowany był w studiu Sunset Bronson, a także serialu Słoneczna Sonny, który filmowany był w studiach NBC. Sitcomy te są jednakże bardzo podobne do tych kręconych w innym studiu.
Jonas jest pierwszym aktorskim sitcomem, który kręcony był jedną kamerą w formacie filmu, przeciwnie do reszty sitcomów, które kręcone są większą liczbą kamer w formacie taśmy filmowej. Serial był także kręcony w terenie lub zamkniętych pomieszczeniach.

## Historia
It’s a Laugh Productions należy do The Walt Disney Company. Spółka uruchomiona została w 2005, zajmując miejsce dotychczasowej spółki współpracującej z Disney Channel – Brookwell McNamara Entertainment. Pierwsze trzy sitcomy produkowane przez It’s a Laugh posiadały ponad 65 wyprodukowanych epizodów. Seriale emitowane na Disney Channel, przyjęły nazwę Disney Channel Original Series, a na Disney XD – Disney XD Original Series. Pierwszym serialem wyprodukowanym przez It’s a Laugh Productions dla Disney XD był serial Ja w kapeli.

## Produkcje

### Seriale
| #  | Serial                                    | Premiera             | Zakończenie          | Wyemitowanych odcinków | Sezony | Kanał          |
| -- | ----------------------------------------- | -------------------- | -------------------- | ---------------------- | ------ | -------------- |
| 1  | Nie ma to jak hotel                       | 18 marca 2005        | 1 września 2008      | 87                     | 3      | Disney Channel |
| 2  | Hannah Montana                            | 24 marca 2006        | 16 stycznia 2011     | 101                    | 4      | Disney Channel |
| 3  | Cory w Białym Domu                        | 12 stycznia 2007     | 12 września 2008     | 34                     | 2      | Disney Channel |
| 4  | Czarodzieje z Waverly Place               | 12 października 2007 | 6 stycznia 2012      | 110                    | 4      | Disney Channel |
| 5  | Suite Life: Nie ma to jak statek          | 26 września 2008     | 6 maja 2011          | 73                     | 3      | Disney Channel |
| 6  | Słoneczna Sonny                           | 8 lutego 2009        | 2 stycznia 2011      | 47                     | 2      | Disney Channel |
| 7  | Jonas w Los Angeles                       | 2 maja 2009          | 3 października 2010  | 34                     | 2      | Disney Channel |
| 8  | Ja w kapeli                               | 27 listopada 2009    | 9 grudnia 2011       | 42                     | 2      | Disney XD      |
| 9  | Powodzenia, Charlie!                      | 4 kwietnia 2010      | 16 lutego 2014       | 100                    | 4      | Disney Channel |
| 10 | Para królów                               | 10 września 2010     | 18 lutego 2013       | 69                     | 3      | Disney XD      |
| 11 | Taniec rządzi                             | 7 listopada 2010     | 10 listopada 2013    | 78                     | 3      | Disney Channel |
| 12 | Nadzdolni                                 | 6 maja 2011          | 21 marca 2014        | 65                     | 3      | Disney Channel |
| 13 | Z innej beczki                            | 5 czerwca 2011       | 25 marca 2012        | 26                     | 1      | Disney Channel |
| 14 | Z kopyta                                  | 13 czerwca 2011      | 25 marca 2015        | 84                     | 4      | Disney XD      |
| 15 | Jessie                                    | 30 września 2011     | 16 października 2015 | 101                    | 4      | Disney Channel |
| 16 | Austin i Ally                             | 2 grudnia 2011       | 10 stycznia 2016     | 87                     | 4      | Disney Channel |
| 17 | Szczury laboratoryjne                     | 27 lutego 2012       | 3 lutego 2016        | 98                     | 4      | Disney XD      |
| 18 | Crash i Bernstein                         | 8 października 2012  | 11 sierpnia 2014     | 39                     | 2      | Disney XD      |
| 19 | Blog na cztery łapy                       | 12 października 2012 | 25 września 2015     | 70                     | 3      | Disney Channel |
| 20 | Liv i Maddie                              | 19 lipca 2013        | 24 marca 2017        | 80                     | 4      | Disney Channel |
| 21 | Oddział specjalny                         | 7 października 2013  | 9 września 2015      | 48                     | 2      | Disney XD      |
| 22 | To nie ja                                 | 17 stycznia 2014     | 16 października 2015 | 39                     | 2      | Disney Channel |
| 23 | Dziewczyna poznaje świat                  | 27 czerwca 2014      | 20 stycznia 2017     | 72                     | 3      | Disney Channel |
| 24 | K.C. nastoletnia agentka                  | 18 stycznia 2015     | 2 lutego 2018        | 81                     | 3      | Disney Channel |
| 25 | Przyjaciółki od czasu do czasu            | 26 czerwca 2015      | 11 grudnia 2016      | 32                     | 2      | Disney Channel |
| 26 | Poradnik zakręconego gracza               | 22 lipca 2015        | 2 stycznia 2017      | 37                     | 2      | Disney XD      |
| 27 | Obóz Kikiwaka                             | 31 lipca 2015        | obecnie              | 58                     | 3      | Disney Channel |
| 28 | Szczury laboratoryjne: Jednostka elitarna | 2 marca 2016         | 22 października 2016 | 16                     | 1      | Disney XD      |
| 29 | Bizaardvark                               | 24 czerwca 2016      | 13 kwietnia 2019     | 63                     | 3      | Disney Channel |
| 30 | Raven na chacie                           | 21 lipca 2017        | obecnie              | 34                     | 2      | Disney Channel |
| 31 | Coop i Cami pytają świat                  | 12 października 2018 | obecnie              | 21                     | 1      | Disney Channel |
| 32 | Sydney na Maxa                            | 25 stycznia 2019     | obecnie              |                        | 1      | Disney Channel |

### Filmy
| # | Tytuł                                 | Premiera         |
| - | ------------------------------------- | ---------------- |
| 1 | Czarodzieje z Waverly Place: Film     | 28 sierpnia 2009 |
| 2 | Nie ma to jak bliźniaki: Film         | 25 marca 2011    |
| 3 | Powodzenia, Charlie: Szerokiej drogi  | 2 grudnia 2011   |
| 4 | Powrót czarodziejów: Alex kontra Alex | 15 marca 2013    |

### Crossovery
| #  | Tytuł                                        | Premiera             | Połączone seriale                                                  |
| -- | -------------------------------------------- | -------------------- | ------------------------------------------------------------------ |
| 1  | That’s So Suite Life of Hannah Montana       | 28 lipca 2006        | Świat Raven, Nie ma to jak hotel, i Hannah Montana                 |
| 2  | Take This Job and Love It                    | 16 czerwca 2007      | Hannah Montana i Cory w Białym Domu                                |
| 3  | Wizards on Deck with Hannah Montana          | 17 lipca 2009        | Czarodzieje z Waverly Place, Nie ma to jak statek i Hannah Montana |
| 4  | Weasels on Deck                              | 11 października 2010 | Ja w kapeli i Nie ma to jak statek                                 |
| 5  | Charlie Shakes It Up                         | 5 czerwca 2011       | Powodzenia, Charlie! and Taniec rządzi                             |
| 6  | Austin i Jessie i Ally                       | 7 grudnia 2012       | Austin & Ally i Jessie                                             |
| 7  | Good Luck Jessie: NYC Christmas              | 29 listopada 2013    | Powodzenia, Charlie! i Jessie                                      |
| 8  | Jessie’s Aloha-holidays with Parker and Joey | 28 listopada 2014    | Jessie i Liv i Maddie                                              |
| 9  | Karate Kid-tastrophe                         | 27 marca 2015        | Jessie i The Suite Life                                            |
| 10 | Lab Rats vs. Mighty Med                      | 22 lipca 2015        | Szczury laboratoryjne i Oddział specjalny                          |
| 11 | Bite Club                                    | 2 października 2015  | To nie ja i Austin i Ally                                          |
| 12 | The Ghostest with the Mostest                | 2 października 2015  | Jessie i To nie ja                                                 |
| 13 | Girl Meets World of Terror 2                 | 2 października 2015  | Dziewczyna poznaje świat i Austin i Ally                           |
| 14 | All Howls Eve                                | 4 października 2015  | K.C. nastoletnia agentka i Jessie                                  |
| 15 | Scary Spirits & Spooky Stories               | 4 października 2015  | Austin i Ally i K.C. nastoletnia agentka                           |
| 16 | Haunt-A-Rooney                               | 4 października 2015  | Liv i Maddie i Przyjaciółki od czasu do czasu                      |
| 17 | Cyd & Shelby’s Haunted Escape                | 4 października 2015  | Przyjaciółki od czasu do czasu i Dziewczyna poznaje świat          |